# 8872 Ebenum
8872 Ebenum eller 1992 GA4 är en asteroid i huvudbältet som upptäcktes den 4 april 1992 av den belgiske astronomen Eric W. Elst vid La Silla-observatoriet. Den är uppkallad efter Ebenholtsväxter.
Asteroiden har en diameter på ungefär 12 kilometer och den tillhör asteroidgruppen Themis.